# Ligne verticale en chef
La ligne verticale en chef, aussi appelée ou ligne verticale suscrite ou crête, ‹ ◌̍ ›, est un diacritique de l’alphabet latin. Il se présente comme une courte ligne verticale au-dessous d’une lettre. Il modifie la valeur du son représenté par la lettre. Il n’est pas à confondre avec le point suscrit auquel il ressemble.

## Utilisation

### Alphabet phonétique international
Comme pour d’autres signes diacritiques utilisés dans l’alphabet phonétique international, la ligne verticale suscrite représente parfois la ligne verticale souscrite lorsque le symbole de base descend sous la ligne de base. Par exemple, [dʐʐ̍] dans la linguistique sino-tibétaine chez certains auteurs comme Alexis Michaud.

### Orthographe standardisée des langues du Congo-Kinshasa
L’orthographe standardisée congolaise de 1974 définit l’usage de la ligne verticale en chef comme indiquant le ton moyen dans les langues où celui-ci n’est pas le ton le plus fréquent et où son indication permet de réduire les ambigüités.

### Pe̍h-ōe-jī
La ligne verticale en chef est utilisée pour indiquer un ton dans la transcription des langues chinoises en caractères latins Pe̍h-ōe-jī.

### Système de romanisation taïwanais
Le Système de romanisation taïwanais, dérivé du Pe̍h-ōe-jī, utilise aussi la ligne verticale en chef pour indiquer un ton.

### Monégasque
Dans la langue monégasque, ce diacritique est utilisé pour indiquer un accent tonique qui ne serait pas régulier en utilisant les règles classiques de prononciation de la langue. Il peut être observé sur chacune des voyelles 
Exemples: 
- scia̍ : madame ;
- tambe̍n : aussi ;
- merçi̍ : merci ;
- po̍ : peut ;
- stœ̍megu : estomac ;
- Mu̍negu : Monaco ;
- ciü̍ : plus.

Ce diacritique peut également être utilisé en combinaison avec d'autres diacritiques notamment avec le tréma.

### Yala
En yala , la ligne verticale en chef est utilisée pour indiquer le ton haut.

## Représentation informatique
La ligne verticale est codée dans le codage Unicode à l’aide du caractère (U+030D, ◌̍) combinable avec une lettre.